# Радіометричний аналіз
Радіометричний аналіз (рос. радиометрический анализ, англ. radiometric analysis; нім. Radioaktivitätsanalyse f) – вимірювання інтенсивності і дослідження спектрального складу гамма-, бета- і альфа-випромінювань ядер природних радіонуклідів. На вимірюванні загальної гамма-активності проб базується методика визначення радію в пробах. Використовується для визначення якісного і кількісного складу речовини.